# 進入復行

進入復行指示（赤で強調表示）を含む、 ILS アプローチのファイナル手順。

進入復行（しんにゅうふっこう、英語: missed approach）とは、計器飛行方式でアプローチを行っている航空機が安全な着陸および停止を完了する事ができない場合にパイロットが行う手順のこと。アプローチのクリアランス発出前にATC（Air Trafic Control、航空交通管制）により進入復行の指示が行われることもある。ATC によるアプローチ前の特別な指示が無い状態で進入復行が実行される際には、パイロットは公示された（アプローチチャートに記載された）手順に従わなくてはならない。アプローチを開始する前の段階で、進入復行が発生するとパイロットが信じたときには、ATC に対して特定の要請を行う事ができる。例えば手順に従い最終的にホールディングにまで達した後に再びアプローチを開始するのでは到着遅延が必至となる。これを避けるために直ちに再度アプローチを行う、あるいは代替空港に向かうための効率的な機動のできる方向や高度の指示を要求するものである。 
一般的に、操縦を担当しているパイロットは、精密進入では着陸決心高度（ディシジョンハイト）、非精密進入では進入復行点 (Missed Approach Point, MAP) までに、滑走路あるいはその周辺施設が目視できないとき、又は理由を問わず安全な着陸ができないと判断したとき、アプローチを中止（ゴーアラウンド）して直ちに進入復行手順を開始する。計器飛行訓練の一環として進入復行を行うこともしばしばある。このケースでは複数の計器アプローチを進入復行と交互に連続しておこなう。 
通常、進入復行手順には初めに機首を向ける方向もしくは辿らなくてはならないコースと、到達しなくてはならない高度が指示され、多くの場合は近くにある FIX でのホールディングに移ることになる。パイロットは進入復行を始めたら可能な限り速やかにそのことを ATC に無線で通知しなくてはならない。ATC は単純にこれを了解するか、もしくは変更の指示、例えば別のFIXへ向かわせるための方位の指示などをおこなう。ATC は同じ空港にもう一度着陸するアプローチに入るか、もしくは代替飛行場へ向かうかを、パイロットの意図に加えて天候や残燃料、混雑の状態をもとにクリアランスを与える。 

## 参照資料
- “Section 5-5-5. Missed Approach”. Aeronautical Information Manual. FAA. (2013-03-07) 2016年2月8日閲覧。